# Фридрих фон Бюрен
Фридрих фон Бюрен (на немски: Friedrich von Büren; на латински: Friedericus de Buren, * 1020, † малко след 1053) е пфалцграф в Швабия и граф в Ризгау. Той е прародител на благородническия род на Щауфените.

## Биография
Той е син на Фридрих фон Щауфен (* 997/999, † 1070/1075), (1027 – 1053 г. пфалцграф в Швабия, 1030 г. граф в Ризгау) от баварския род Зигхардинги и първата му съпруга Аделхайд от Филсгау (* 995/1000, сл. 1020/25), дъщеря и наследничка на граф Валтер от Филсгау (998).
Той живее в „замък Бюрен“, в района на област Гьопинген.
Фридрих се жени ок. 1042 г. за Хилдегард фон Егисхайм (* 1028, † есента 1094), дъщеря на граф Герхард III от Егисхайм-Дагсбург. Хилдегард принадлежи към най-знатните фамилии в Елзас. Нейният чичо по баща е епископ Бруно фон Тул, по-късният папа Лъв IX. Хилдегард донася в брака си големи собствености в Долен и Горен Елзас.

## Деца
Фридрих и Хилдегард, наричана и „Хилдегард от Шлетщат“ на името на манастира, където е погребана пред олтара на църквата и открита през 1892 г., имат най-малко шест деца:
- Аделхайд († 1094), ∞ пфалцграф Ото
- Лудвиг († 1103), 1094 пфалцграф в Швабия
- Ото († 3 август 1100), 1083/1084 – 1100 епископ на Страсбург
- Фридрих I (* 1050; † 1105 пр. 21 юли), от 1079 херцог на Швабия, ∞ 1086/1087 Агнес от Вайблинген (* края на 1072; † 24 септември 1143), дъщеря на император Хайнрих IV от род Салии
- Конрад, 1094 доказан
- Валтер, 1094 доказан